# Sherlock Holmes Baffled
Pour plus de détails, voir Fiche technique et Distribution.
Sherlock Holmes Baffled est un film muet américain en noir et blanc d'une durée de trente secondes, réalisé par Arthur Marvin et produit par l'American Mutoscope and Biograph Company, sorti en 1900. 
C'est le premier film connu à ce jour à mettre en scène le détective britannique Sherlock Holmes.
Le film était visible en Mutoscope. Il était présumé perdu jusqu'en 1968, année où une copie papier a été retrouvée à la Library of Congress et transférée en 16 mm.

## Synopsis
Sherlock Holmes entre dans son salon et se rend compte qu'il a été cambriolé mais alors qu'il se confronte au bandit, ce dernier disparaît, à la grande surprise de Sherlock. Holmes tente d'oublier l'incident en allumant un cigare mais le voleur réapparaît et il tente alors de lui reprendre son butin en sortant un pistolet de son peignoir et en tirant sur l'intrus qui se volatilise. Une fois qu'Holmes récupère ce qui lui appartient, le sac disparaît de ses mains pour réaparaître dans les mains du voleur qui disparaît rapidement par une fenêtre. A ce moment précis, le film se termine inopinément sur l'image de Sherlock complètement déconcerté,

## Production
Ce film a été produit par l'American Mutoscope and Biograph Company, créée en 1895 par William Kennedy Laurie Dickson (premier réalisateur du cinéma et metteur au point du kinétoscope d'Edison dont il quitte le service), Elias Bernard Koopman, Harry Norton Marvin et Herman Casler. Il devait être exploité à l'aide du mutoscope, breveté par Herman Casler dès 1894. Comme le kinétoscope de Thomas Edison, le mutoscope ne projetait pas le film sur un écran mais permettait un visionnage pour une personne à la fois. Moins onéreux et plus simple que le kinétoscope, ce système commercialisé par l'American Mutoscope Company a rapidement dominé le marché des machines à sous de visionnage de films.
Pour éviter d'être en infraction avec les brevets d'Edison déposé sur le format 35 mm, la caméra Biographe (Biograph en anglais), qui, de 1895 à 1902, enregistrait les films destinés aux mutoscopes, utilisait une pellicule très large, 68 mm, avec une grandeur de photogramme de 2 x 2,5 pouces, soit quatre fois la taille du format 35 mm d'Edison. Les films enregistrés par la biographe n'étaient pas pré-perforés ; le mécanisme de la caméra actionnait un double poinçon qui faisait un trou circulaire de chaque côté de chaque image pendant la prise de vues effectuée à la cadence de trente images par seconde. 
Le mutoscope fonctionnait sur le même principe qu'un folioscope, avec des images encadrées et imprimées sur des cartes souples reliées à un noyau circulaire qui tournait en actionnant à la main une manivelle. Les cartes étaient éclairées par des ampoules électriques à l'intérieur de la machine, un système créé par le frère de Harry Norton Marvin, l'un des fondateurs de La Biograph Company. Les premières machines utilisaient la lumière naturelle concentrée par un panneau réfléchissant.
Au sortir de la prise de vues, Sherlock Holmes Baffled avait une longueur d'environ 86 mètres, ce qui lui donnait une durée de 30 secondes.
Sherlock Holmes Baffled a été réalisé par Arthur Weed Marvin, un proche de l'un des fondateurs de la Biograph Company. Marvin signa plus de 418 films entre 1897 et 1911, connus comme étant des divertissements du genre vaudeville. Il devint plus tard le cadreur des premiers films de D. W. Griffith, eux-mêmes produits par la Biograph Company.

## Fiche technique
- Titre : Sherlock Holmes Baffled
- Réalisation : Arthur Marvin
- Scénario : Arthur Conan Doyle
- Photographie : Arthur Marvin
- Société de production : American Mutoscope and Biograph Company
- Société de distribution : American Mutoscope and Biograph Company
- Pays d'origine :  États-Unis
- Lieu de tournage : New York
- Format : Noir et blanc — Son : Muet
- Genre : Film policier
- Durée : 30 s (49 s avec le générique)
- Dates de sortie :
  -  États-Unis : 26 avril 1900